# Recettore transmembrana

I recettori transmembrana sono proteine integrali di membrana localizzati principalmente a livello della membrana citoplasmatica ma evidenziabili anche in alcune membrane di strutture subcellulari.
Legando una specifica molecola, definita ligando, i recettori transmembrana mediano una risposta biochimica intracellulare, svolgendo un ruolo fondamentale nel processo di trasduzione del segnale.

## Struttura

Struttura generica di un recettore transmembrana

I recettori transmembrana sono recettori ampiamente eterogenei dal punto di vista strutturale, sia per quanto riguarda il numero di subunità costitutive, sia nel numero dei domini transmembrana.
Genericamente un recettore transmembrana è costituito da domini extracellulari che hanno la funzione di legare il ligando, domini transmembrana, di solito ad alfa elica, costituiti da amminoacidi idrofobici, e domini intracellulari costituiti da amminoacidi idrofili. Alcuni recettori possono possedere un solo dominio transmembrana, come i recettori per le citochine, canali ionici altri possono presentare sette domini, come i recettori accoppiati a proteine G.

## Regolazione dell'attività recettoriale
Come per la struttura, anche i meccanismi di regolazione recettoriale sono numerosi e diversi. Il meccanismo che maggiormente si può evidenziare nel processo di regolazione è la fosforilazione e l'internalizzazione del recettore.

## Tipologie di recettori transmembrana
- Recettori accoppiati a proteine G
- Recettori tirosin chinasici
- Recettori sigma (δ)
- Recettore dell'insulina
- Recettore dell'acetilcolina
- Recettore NMDA
- Recettore delle cellule T
- CD28